# Donaukanal

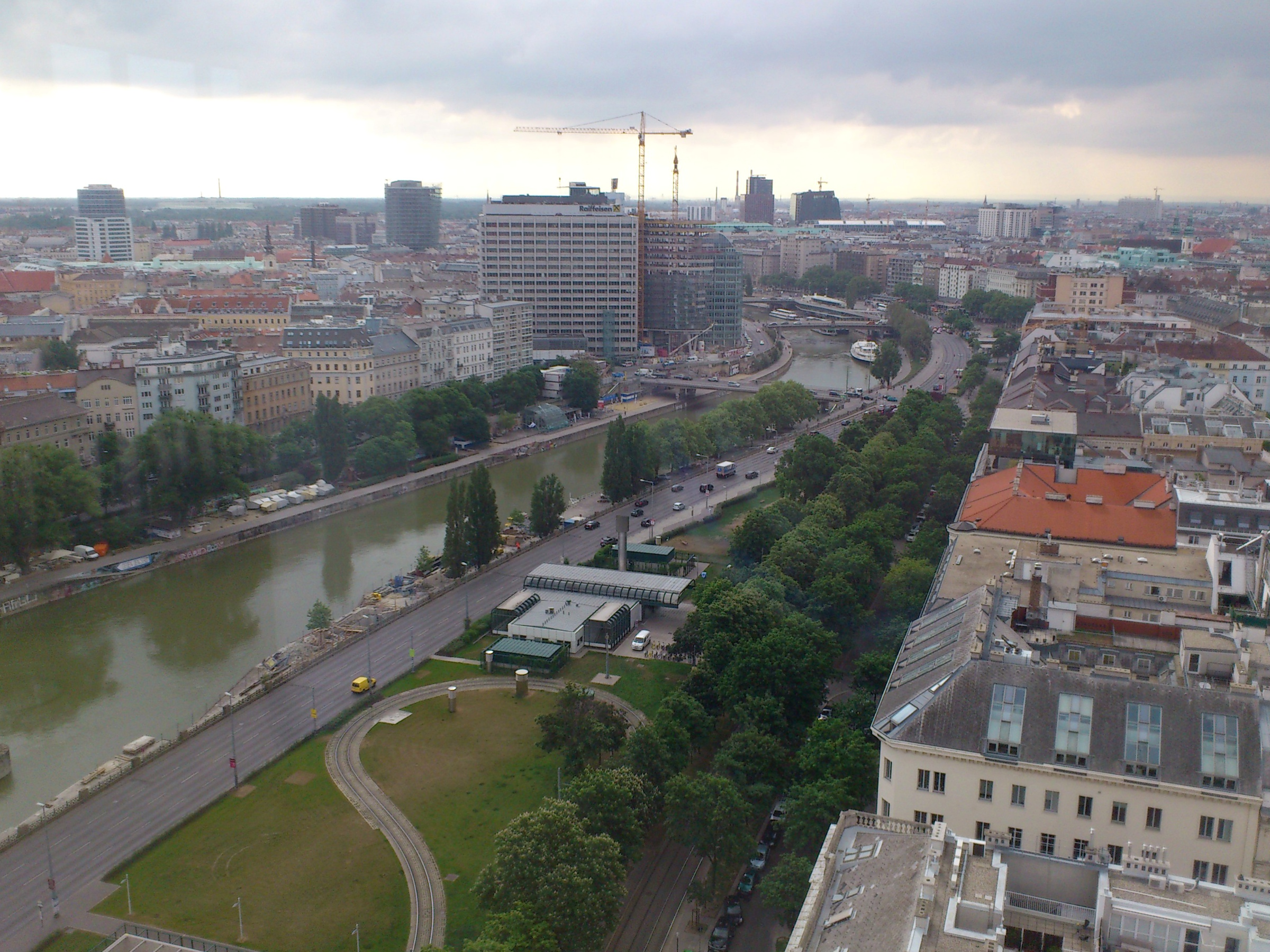
O Donaukanal, no centro da cidade, visto do Ringturm em direção à Schwedenplatz, na margem esquerda, encontra-se Leopoldstadt

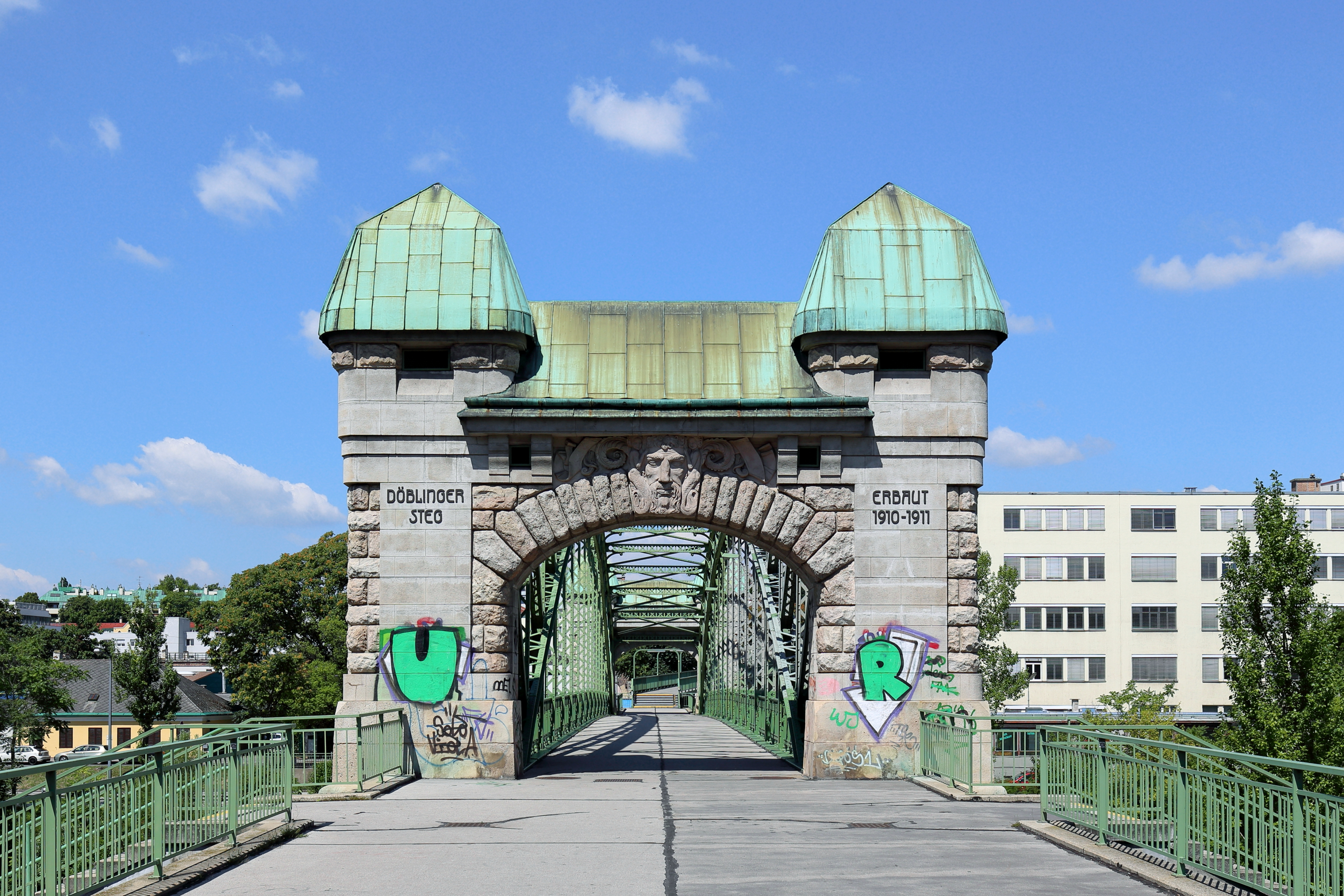
A ponte Döblinger Steg sobre o Donaukanal

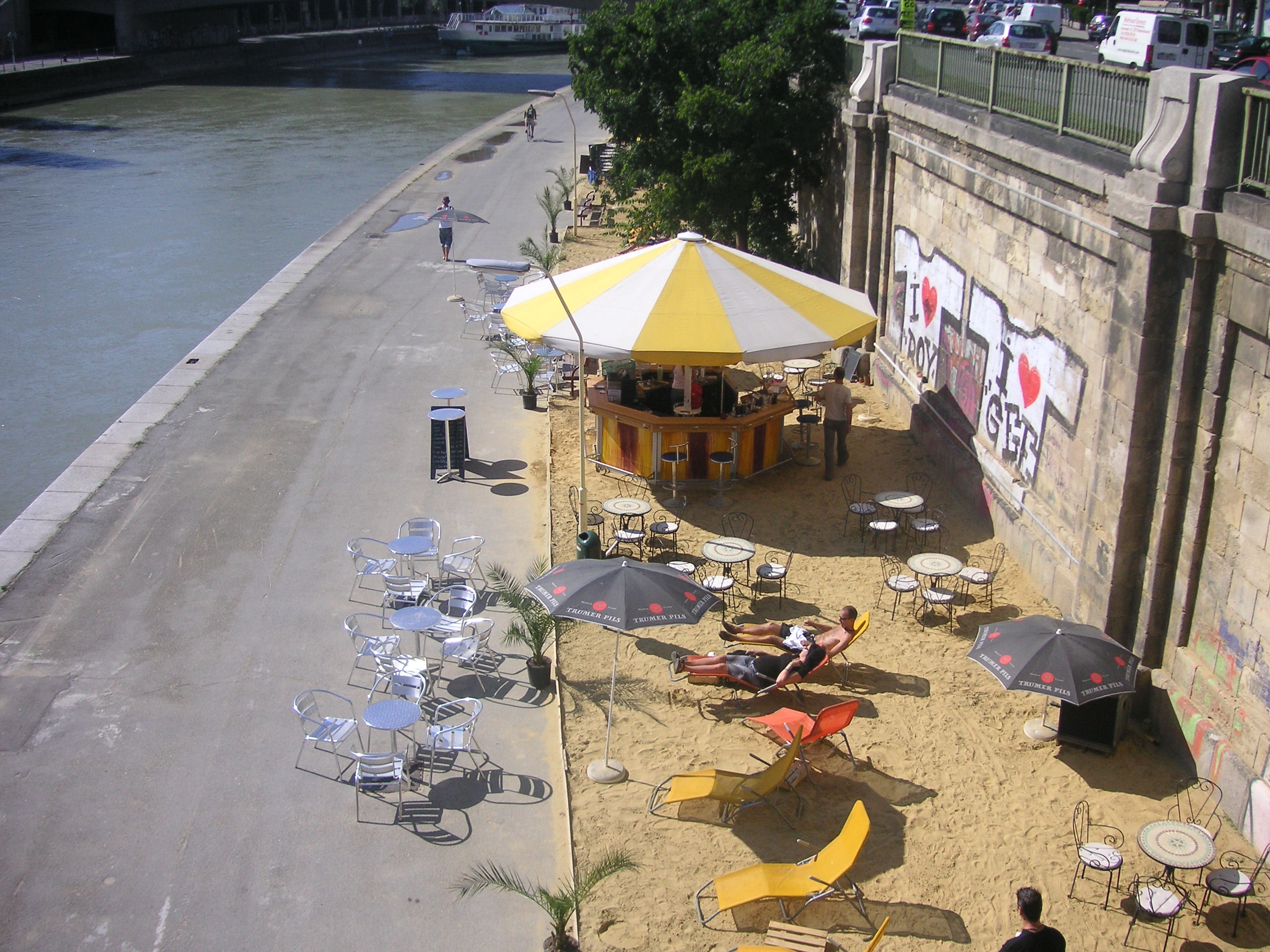
O banco do canal no verão

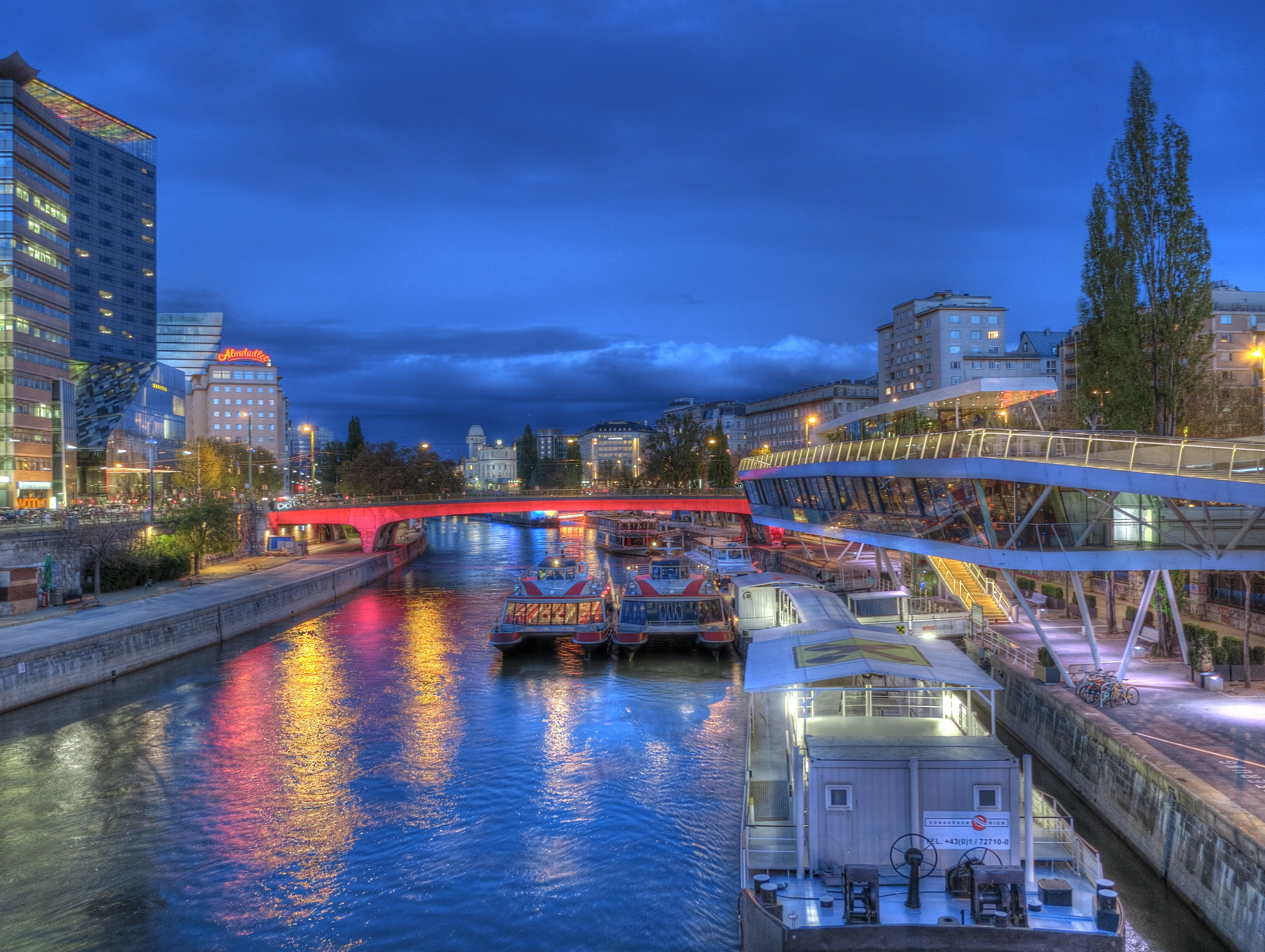
O terminal de barcos Schwedenplatz à noite

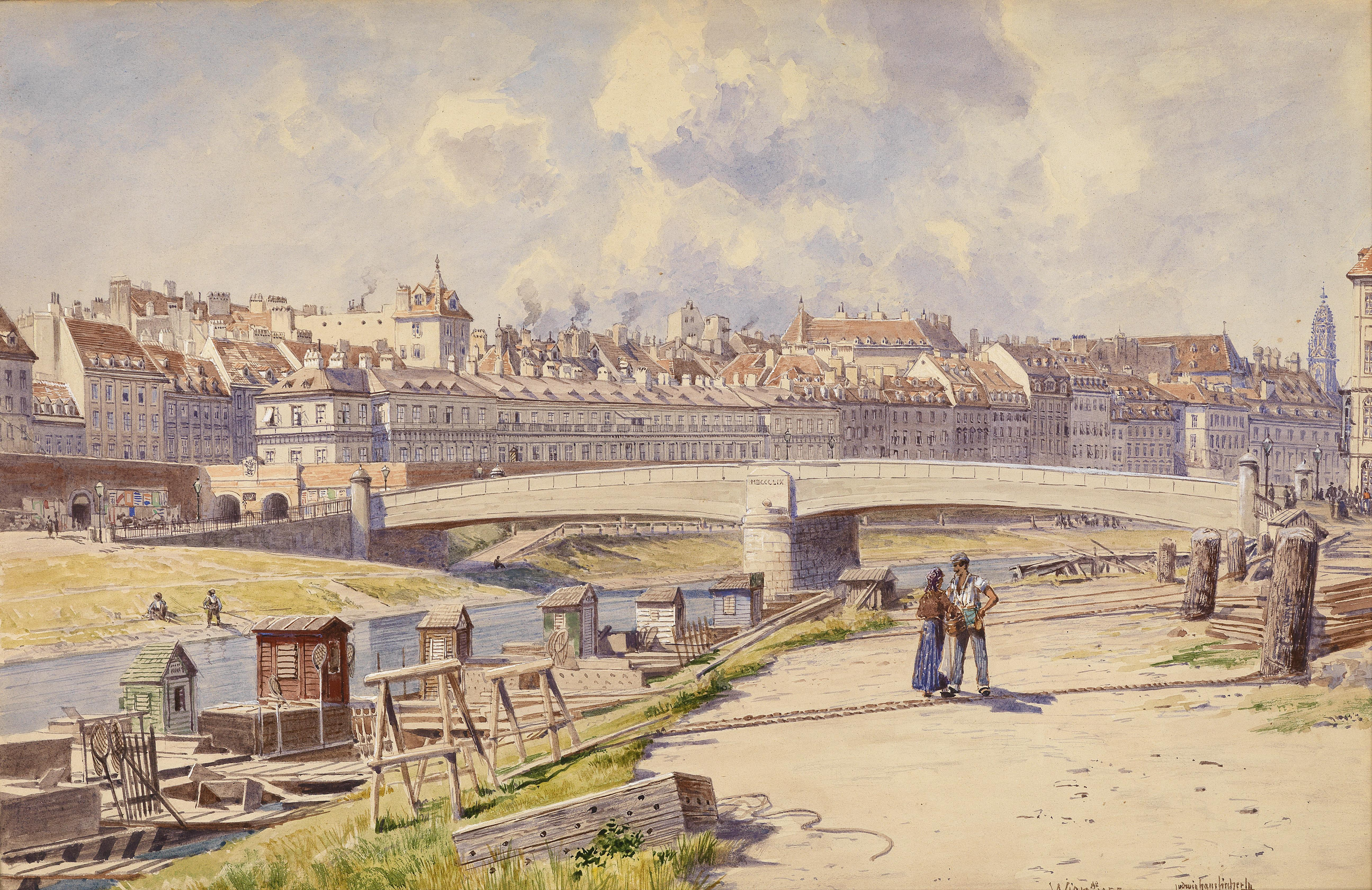
O Donaukanal em 1855

O Donaukanal (Canal do Danúbio) é um antigo braço do rio Danúbio, agora regulado como canal de água (desde 1598), dentro da cidade de Viena, na Áustria. Se estende por 17,3 quilometros e, ao contrário do próprio Danúbio, faz fronteira com o centro da cidade de Viena, Innere Stadt, onde o rio Viena (Wienfluss) desagua.
O Donaukanal bifurca-se a partir do rio principal no complexo de açude e eclusa de Nußdorf, em Döbling, e junta-se novamente a montante em Praterspitz, no parque Prater em Simmering. A ilha formada entre o Donaukanal e o Danúbio encontra-se em dois dos 23 distritos de Viena: Brigittenau (20º distrito) e Leopoldstadt (2º distrito). O canal é atravessado por 15 pontes rodoviárias e 5 pontes ferroviárias.
Uma vez que, em alemão, o nome Kanal, usado desde 1700, evoca associações de esgotos a céu aberto, foram feitas tentativas de renomear o Donaukanal (uma sugestão era Kleine Donau — Pequeno Danúbio), mas não obtiveram sucesso.

## História
O nome Donaukanal é usado desde 1686 para o braço sul do rio Danúbio, em Viena. Originalmente um braço  natural, entre 1598 e 1600, foi regulamentado pela primeira vez pelo Barão von Hoyos.
No século XIX, o Schwimmtor, uma barreira móvel flutuante, foi construído perto da entrada a montante do canal. Foi projetado para proteger o canal de inundações e de pedaços de gelo e entrou em serviço em 1873. O complexo de açudes e eclusas de Nußdorf foi construído entre 1894 e 1899 e forneceu um maior grau de controle de inundações do que o Schwimmtor. No entanto, o Schwimmtor permaneceu em uso até a Primeira Guerra Mundial, e não foi descartado até 1945. 

## Uso
No início dos anos de 1990, começaram os trabalhos na seção sul do Donaukanal (entre os 2º e 3º distritos) para criar uma área de recreação ao longo de suas margens. 
Os caminhos de ambos os lados do Donaukanal são usados regularmente por corredores, ciclistas e skatistas. Recentemente, durante os meses de verão, houve tentativas bem-sucedidas de transformar o local em uma área de lazer mais atraente (palcos de verão, mercados de pulgas, cafés etc.) 
Passeios de barco circulando Leopoldstadt e Brigittenau através do Donaukanal e do Danúbio começam na Schwedenplatz, perto do centro da cidade. O mesmo local fornece o terminal de Viena do serviço de balsa rápida Twin City Liner que liga Viena a Bratislava, atravessando o Donaukanal para chegar ao Danúbio.
O Festival Donaukanaltreiben é realizado todos os anos em junho, em vários locais ao longo do Donaukanal. Principalmente bandas profissionais e amadoras austríacas são convidadas, mas de ano para ano os organizadores convidam bandas dos países vizinhos. 

## Influências culturais
As margens do Donaukanal foram imortalizadas por Heinz Conrads em sua música "A schräge Wiesn" ("Um gramado inclinado"; mais tarde regravado por Willi Resetarits e Rainhard Fendrich), onde o herói, Franz, decide não sair de férias. Em vez disso, ele passa seu tempo livre cochilando nas encostas gramadas ao lado do Donaukanal. 